# Quezon (Palawan)
Quezon è una municipalità di seconda classe delle Filippine, situata nella Provincia di Palawan, nella regione di Visayas Occidentale.
Quezon è formata da 14 baranggay:
- Alfonso XIII (Pob.)
- Aramaywan
- Berong
- Calatagbak
- Calumpang
- Isugod
- Quinlogan
- Maasin
- Malatgao
- Panitian
- Pinaglabanan
- Sowangan
- Tabon
- Tagusao